# Escatawpa, Mississippi
Escatawpa là một thành phố thuộc quận Jackson, tiểu bang Mississippi, Hoa Kỳ. Năm 2010, dân số của thành phố này là 3 722 người.

## Dân số
- Dân số năm 2000: 3 566 người.
- Dân số năm 2010: 3 722 người.